# Holling
Holling é uma comuna francesa na região administrativa do Grande Leste, no departamento de Mosela. Estende-se por uma área de 4.86 km², e possui 437 habitantes, segundo o censo de 2018, com uma densidade de 90 hab/km².